# Pro 2
Pro 2 (in passato Acasă) è una rete televisiva romena, facente parte del gruppo Media Pro, di proprietà della compagnia CEME
Si è distinta tra le altre tv romene per il fatto che trasmette in onda film, soap opera, telenovela e programmi tv.
È visibile anche in Moldavia.

## Telenovelas (lista parziale)
| Titolo (titolo in italiano)                                                            | Paese e produttore                         | Anno di Produzione | Titolo adattato                    |
| -------------------------------------------------------------------------------------- | ------------------------------------------ | ------------------ | ---------------------------------- |
| Antonella (Antonella)                                                                  | El Trece                                   | 1992               | Antonella                          |
| Marielena (Maddalena)                                                                  | Telemundo                                  | 1992               | Marielena                          |
| Nada personal                                                                          | TV Azteca                                  | 1996-1997          | Nimic personal                     |
| Hombre de mar                                                                          | El Trece                                   | 1997               | Omul mării                         |
| Celeste siempre Celeste (Celeste 2)                                                    | El Trece                                   | 1993               | Celeste se întoarce                |
| Maria de nadie (Maria)                                                                 | Telefe                                     | 1985               | Maria                              |
| La extrara dama (La donna del mistero)                                                 | Canal 9                                    | 1989               | Misterioasa doamnă                 |
| Soy Gina (La donna del mistero 2)                                                      | Canal 9 e Fininvest                        | 1992               | Gina                               |
| Guadalupe (Il segreto della nostra vita) (Guadalupe)                                   | Telemundo                                  | 1993-1994          | Guadalupe                          |
| De corazón                                                                             | El Trece                                   | 1997-1998          | Din toată inima                    |
| Marimar                                                                                | Televisa                                   | 1994               | Marimar                            |
| María la del Barrio                                                                    | Televisa                                   | 1995-1996          | Sărmana Maria                      |
| Lazos de amor                                                                          | Televisa                                   | 1995-1996          | Lanțurile iubirii                  |
| Sangue do Meu Sangue                                                                   | SBT                                        | 1995-1996          | Sânge din sângele meu              |
| Flor de Oro                                                                            | Caracol Televisión                         | 1995-1996          | Floare de aur                      |
| Mujercitas                                                                             | Venevisión                                 | 1996               | Micuțele doamne                    |
| Amor sagrado (I due volti dell'amore)                                                  | Telefe e Mediaset                          | 1996               | Iubire sfântă                      |
| El último verano                                                                       | El Trece                                   | 1996               | Ultima vară                        |
| Te Sigo Amando                                                                         | Televisa                                   | 1996-1997          | Dragostea nu moare                 |
| Luz Clarita                                                                            | Televisa                                   | 1996-1997          | Luz Clarita                        |
| 90-60-90 modelos (Top Model)                                                           | Canal 9                                    | 1996-1997          | 90 60 90 Fotomodelele              |
| O Rei do Gado                                                                          | Rede Globo                                 | 1996-1997          | Războiul pasiunilor                |
| Alguna Vez Tendremos Alas                                                              | Televisa                                   | 1997               | Uneori avem aripi                  |
| Milady, La Historia Continúa                                                           | Telefe                                     | 1997-1998          | Milady                             |
| María Isabel                                                                           | Televisa                                   | 1997-1998          | Maria Isabel                       |
| Por Amor                                                                               | Rede Globo                                 | 1997-1998          | Iubire fara limite                 |
| Muñeca brava                                                                           | Telefe                                     | 1998-1999          | Înger sălbatic                     |
| La Mentira                                                                             | Televisa                                   | 1998               | Minciuna                           |
| Preciosa                                                                               | Televisa                                   | 1998               | Preciosa                           |
| Ángela                                                                                 | Televisa                                   | 1998-1999          | Angela                             |
| La Mujer de Mi Vida                                                                    | - Venevisión                               | 1998-1999          | Femeia vieții mele                 |
| Travesuras del corazón                                                                 | Panamericana Televisión                    | 1998               | Miracolul iubirii                  |
| Perro amor                                                                             | Canal Uno                                  | 1998-1999          | Amor de cățel                      |
| Rosalinda                                                                              | Televisa                                   | 1999               | Rosalinda                          |
| Amor Gitano (Amore Gitano)                                                             | Televisa                                   | 1999               | Renzo și Adriana                   |
| Por Tu Amor                                                                            | Televisa                                   | 1999               | Pentru iubirea ta                  |
| Tres Mujeres                                                                           | Televisa                                   | 1999-2000          | Trei femei                         |
| El Niño Que Vino del Mar                                                               | Televisa                                   | 1999               | Copilul adus de mare               |
| Cuento de Navidad                                                                      | Televisa                                   | 1999-2000          | Poveste de Crăciun                 |
| Yo soy Betty, la fea (Betty la fea)                                                    | RCN Televisión                             | 1999-2001          | Betty cea urâtă                    |
| Luisa Fernanda                                                                         | RCTV                                       | 1999               | Luisa Fernanda                     |
| Mujeres Engañadas                                                                      | Televisa                                   | 1999-2000          | Femei înșelate                     |
| Terra nostra (Terra nostra)                                                            | Rede Globo                                 | 1999-2000          | Terra Nostra                       |
| Ramona                                                                                 | Televisa                                   | 2000               | Ramona                             |
| Locura de Amor                                                                         | Televisa                                   | 2000               | Dragoste nebună                    |
| Carita de Angel                                                                        | Televisa                                   | 2000-2001          | Îngerașul                          |
| Amantes de Luna Llena                                                                  | Venevisión                                 | 2000-2001          | Seducție                           |
| Amor Latino                                                                            | Canal 9                                    | 2000               | Amor Latino                        |
| Pobre Diabla (Eredità d'amore) (Innamorata)                                            | América Televisión                         | 2000-2001          | Fiorella                           |
| Primer Amor... A Mil Por Hora                                                          | Televisa                                   | 2000-2001          | Prima dragoste                     |
| Mariú                                                                                  | RCTV                                       | 1999-2000          | Mariú                              |
| Rayito de Luz                                                                          | Televisa                                   | 2000-2001          | Rază de lumină                     |
| A Muralha                                                                              | Rede Globo                                 | 2000               | Cucerirea                          |
| Laços de Família                                                                       | Rede Globo                                 | 2000-2001          | Legături de familie                |
| El derecho de nacer                                                                    | Televisa                                   | 2001               | Dreptul la viață                   |
| Salomé                                                                                 | Televisa                                   | 2001-2002          | Salomé                             |
| La Intrusa                                                                             | Televisa                                   | 2001               | Intrusa                            |
| Cuando Seas Mía                                                                        | TV Azteca                                  | 2001-2002          | Vei fi a mea Paloma                |
| Ecomoda (Ecomoda)                                                                      | RCN Televisión e Univision                 | 2001               | Ecomoda                            |
| El manantial                                                                           | Televisa                                   | 2001-2002          | Taina din adâncuri                 |
| María Belén                                                                            | Televisa                                   | 2001               | María Belén                        |
| Sin Pecado Concebido                                                                   | Televisa                                   | 2001               | Iubire fără de păcat               |
| Secreto de Amor                                                                        | - Venevisión                               | 2001-2002          | Secretul iubirii                   |
| O clone                                                                                | Rede Globo                                 | 2001-2002          | Clona                              |
| Solterita y A La Orden                                                                 | RCN Televisión                             | 2001               | Singură și disponibilă             |
| Kachorra                                                                               | Telefe                                     | 2002               | Kachorra micuța impostoare         |
| Franco Buenaventura, El Profe                                                          | Telefe                                     | 2002               | Profu`                             |
| Entre El Amor y El Odio                                                                | Televisa                                   | 2002               | Între iubire și ură                |
| Corazon salvaje (Cuore selvaggio)                                                      | Televisa                                   | 1993-1994          | Inimă sălbatică                    |
| ¡Vivan los niños!                                                                      | Televisa                                   | 2002-2003          | Îngerașii                          |
| Las Vías del Amor                                                                      | Televisa                                   | 2002-2003          | Perla cărările iubirii             |
| Gata Salvaje                                                                           | - Venevisión                               | 2002-2003          | Pisica sălbatică                   |
| Juana, La Virgen                                                                       | RCTV                                       | 2002               | Juana                              |
| La Otra                                                                                | Televisa                                   | 2002               | Cealaltă femeie                    |
| La Venganza                                                                            | - Caracol Televisión e Telemundo           | 2002-2003          | Răzbunarea                         |
| Mi Pequeña Mamá                                                                        | - RTI Televisión                           | 2002               | Micuța mea mamă                    |
| Todo Sobre Camila                                                                      | - Venevisión e Univision                   | 2003               | Totul despre Camila                |
| Mi gorda bella (Dolce Valentina)                                                       | RCTV                                       | 2002-2003          | Valentina grăsuța mea frumoasă     |
| La Duda                                                                                | TV Azteca                                  | 2002               | Îndoială                           |
| Luz María                                                                              | América Televisión                         | 1998-1999          | Luz María                          |
| Amor real                                                                              | Televisa                                   | 2003               | Amor real                          |
| Ladrón de Corazones                                                                    | - Telemundo                                | 2003               | Hoțul de inimi                     |
| Niña, Amada Mía                                                                        | Televisa                                   | 2003               | Amazoana                           |
| Amor Descarado                                                                         | Telemundo                                  | 2003-2004          | Iubire cu 2 fete                   |
| Mariana de la Noche                                                                    | Televisa                                   | 2003-2004          | Îngerul nopții                     |
| Pasión de Gavilanes                                                                    | - Caracol Televisión e Telemundo           | 2003               | Juramantul                         |
| A casa das sete mulheres (Garibaldi, l'eroe dei due mondi) (La casa delle sette donne) | Rede Globo                                 | 2003               | Șapte femei                        |
| Olá Pai                                                                                | Televisão Independente                     | 2003-2004          | Ola tati                           |
| Bajo La Misma Piel                                                                     | Televisa                                   | 2003-2004          | Suflete pereche                    |
| Amar Otra Vez                                                                          | Televisa                                   | 2004               | Să iubești din nou                 |
| Mulheres Apaixonadas                                                                   | Rede Globo                                 | 2003               | Femei îndrăgostite                 |
| Morangos Com Açúcar                                                                    | Televisão Independente                     | 2003               | Căpșune cu zahăr                   |
| Ángel Rebelde                                                                          | - Univision e Venevisión                   | 2003-2004          | Înger rebel                        |
| Luciana y Nicolás                                                                      | América Televisión                         | 2003-2004          | Luciana și Nicolas                 |
| Chocolate com pimenta                                                                  | Rede Globo                                 | 2003-2004          | Ciocolată cu piper                 |
| Celebridade                                                                            | Rede Globo                                 | 2003-2004          | Celebritate                        |
| Prisionera                                                                             | - Telemundo                                | 2004               | Prizoniera                         |
| Mujer de Madera                                                                        | Televisa                                   | 2000-2005          | Pădurea blestemată                 |
| El deseo                                                                               | Telefe                                     | 2004               | Dorința                            |
| Estrambótica Anastasia                                                                 | RCTV                                       | 2004               | Extravaganta Anastasia             |
| Gitanas                                                                                | Telemundo                                  | 2004-2005          | Gitanas                            |
| Rubí                                                                                   | Televisa                                   | 2004               | Rubi                               |
| Amarte Es Mi Pecado                                                                    | Televisa                                   | 2004               | Iubirea mea, păcatul               |
| Te Voy A Enseñar A Querer                                                              | - Caracol Televisión e Telemundo           | 2004-2005          | Te voi învăța să iubești           |
| Jesús, El Heredero                                                                     | El Trece                                   | 2004               | Jesus                              |
| Luna, La Heredera                                                                      | Caracol Televisión                         | 2004-2005          | Luna                               |
| Da Cor do Pecado                                                                       | Rede Globo                                 | 2004               | Culoarea păcatului                 |
| Anita, No Te Rajes                                                                     | Telemundo                                  | 2004-2005          | Anita                              |
| Apuesta Por Un Amor                                                                    | Televisa                                   | 2004-2005          | Pariul iubirii                     |
| Inocente de Ti                                                                         | - Televisa                                 | 2004-2005          | Inocența furată                    |
| Amy, La Niña De La Mochila Azul                                                        | Televisa                                   | 2004               | Amy, fetița cu ghiozdanul albastru |
| Senhora do Destino                                                                     | Rede Globo                                 | 2004-2005          | Stăpâna destinului                 |
| Piel de Otoño                                                                          | Televisa                                   | 2005               | Iubire târzie                      |
| Rebelde                                                                                | Televisa                                   | 2004-2006          | Rebelde                            |
| La Madrastra                                                                           | Televisa                                   | 2005               | Mama vitregă                       |
| La usurpadora                                                                          | Televisa                                   | 1998               | Uzurpătoarea                       |
| Amarte Así, Frijolito                                                                  | - Telemundo                                | 2005               | Micuțul Frijolito                  |
| El Cuerpo del Deseo                                                                    | Telemundo                                  | 2005-2006          | Trupul dorit                       |
| Contra Viento y Marea                                                                  | Televisa                                   | 2005               | Împotriva destinului               |
| Los Plateados                                                                          | Telemundo                                  | 2005               | Bandiții                           |
| Alborada                                                                               | Televisa                                   | 2005-2006          | Cântec de iubire                   |
| La Tormenta                                                                            | - Caracol Televisión e Telemundo           | 2005-2006          | La tormenta                        |
| Peregrina                                                                              | - Televisa                                 | 2005-2006          | Peregrina                          |
| Soñar no cuesta nada                                                                   | - Venevisión e Univision                   | 2005-2006          | Visuri fără preț                   |
| Amor A Palos                                                                           | RCTV                                       | 2005-2006          | Bărbatul visurilor mele            |
| Corazón Partido                                                                        | - Telemundo                                | 2005-2006          | Iubire de mamă                     |
| Olvidarte Jamás                                                                        | - Venevisión e Univision                   | 2005-2006          | Răzbunarea Victoriei               |
| Belíssima                                                                              | Rede Globo                                 | 2005-2006          | Belíssima                          |
| Tierra de Pasiones                                                                     | Telemundo                                  | 2006               | Tărâmul pasiunii                   |
| Sos mi vida                                                                            | El Trece                                   | 2006-2007          | SOS, viața mea!                    |
| Mundo de Fieras                                                                        | Televisa                                   | 2006-2007          | O lume a fiarelor                  |
| Heridas de Amor                                                                        | Televisa                                   | 2006               | Suflete rănite                     |
| Duelo de Pasiones                                                                      | Televisa                                   | 2006               | Duelul pasiunilor                  |
| Amores de Mercado                                                                      | - Telemundo                                | 2006-2007          | Iubiri                             |
| Montecristo                                                                            | Telefe                                     | 2006               | Montecristo                        |
| La Viuda de Blanco                                                                     | - Cadena Uno                               | 2006-2007          | Vaduva Blanco                      |
| Las Dos Caras de Ana                                                                   | - Televisa                                 | 2006-2007          | Cele două fete ale Anei            |
| Acorralada                                                                             | - Venevisión                               | 2007               | Destine furate                     |
| Páginas da vida (Pagine di vita)                                                       | Rede Globo                                 | 2006-2007          | Pagini de viață                    |
| Rebelde (Rebelde)                                                                      | - Telemundo                                | 2006-2007          | Rebelde                            |
| En los tacones de Eva                                                                  | RCN Televisión                             | 2006-2007          | Pe tocurile Evei                   |
| Sinhá Moça                                                                             | Rede Globo                                 | 2006               | Micuța domnișoară                  |
| Cobras & Lagartos                                                                      | Rede Globo                                 | 2006               | Cuibul de vipere                   |
| Amazônia, de Galvez a Chico Mendes                                                     | Rede Globo                                 | 2007               | Amazonia                           |
| El Zorro, la espada y la rosa                                                          | - Telemundo                                | 2007               | Zorro                              |
| Destilando Amor                                                                        | Televisa                                   | 2007               | Tequila cu suflet de femeie        |
| Patito Feo (Il mondo di Patty)                                                         | El Trece                                   | 2007               | Rățușca cea urâtă                  |
| Pasión                                                                                 | Televisa                                   | 2007-2008          | Pasiune                            |
| RBD, La Familia                                                                        | Televisa                                   | 2007               | RBD, familia                       |
| Amor Sin Maquillaje                                                                    | Televisa                                   | 2007               | Iubire fără machiaj                |
| Victoria                                                                               | - Telemundo                                | 2007-2008          | Victoria                           |
| Nuevo Rico, Nuevo Pobre                                                                | Caracol Televisión                         | 2007-2008          | Totul sau nimic                    |
| Madre Luna                                                                             | - Telemundo                                | 2007-2008          | Luna fermecată                     |
| Pura Sangre                                                                            | RCN Televisión                             | 2007-2008          | Onoare și noblețe                  |
| Palabra de Mujer                                                                       | Televisa                                   | 2007-2008          | Pe cuvânt de femeie                |
| Pecados Ajenos                                                                         | Telemundo                                  | 2007-2008          | Umbrele trecutului                 |
| Tormenta En El Paraíso                                                                 | Televisa                                   | 2007-2008          | Paradisul blestemat                |
| Sete Pecados                                                                           | Rede Globo                                 | 2007-2008          | Șapte păcate                       |
| La Traición                                                                            | - Telemundo                                | 2008               | Trădarea                           |
| Cuidado con el angel (Cuidado con el angel)                                            | Televisa                                   | 2008-2009          | Iubire cu chip rebel               |
| Las tontas no van al cielo                                                             | Televisa                                   | 2008               | Toantele nu merg în Rai            |
| Amanda O                                                                               | América 2                                  | 2008               | Amanda O                           |
| Fuego En La Sangre                                                                     | Televisa                                   | 2008               | Focul iubirii                      |
| Valeria                                                                                | - Venevisión                               | 2008-2009          | Valeria                            |
| Sin senos no hay paraíso                                                               | - Telemundo                                | 2008-2009          | Fără sâni nu există Paradis        |
| Doña Bárbara                                                                           | - Telemundo                                | 2008-2009          | Doña Bárbara                       |
| En nombre del amor                                                                     | Televisa                                   | 2008-2009          | În numele iubirii                  |
| Mañana Es Para Siempre                                                                 | Televisa                                   | 2008-2009          | Împreună pentru totdeauna          |
| El Rostro de Analía                                                                    | Telemundo                                  | 2008-2009          | Cealaltă față a Analiei            |
| El Juramento                                                                           | - Telemundo                                | 2008               | Legământul                         |
| Caminho das Índias                                                                     | Rede Globo                                 | 2009               | India                              |
| Camaleones                                                                             | Televisa                                   | 2009-2010          | Cameleonii                         |
| Sortilegio                                                                             | Televisa                                   | 2009               | Predestinați                       |
| María Mercedes                                                                         | Televisa                                   | 1992-1993          | Maria Mercedes                     |
| Niños Ricos, Pobres Padres                                                             | - Telemundo                                | 2009-2010          | Săracii tineri bogați              |
| Mar de Amor                                                                            | Televisa                                   | 2009-2010          | O mare de pasiune                  |
| Mi Pecado                                                                              | Televisa                                   | 2009               | Fructul oprit                      |
| Esmeralda (Esmeralda)                                                                  | Televisa                                   | 1997               | Esmeralda                          |
| Clase 406                                                                              | Televisa                                   | 2002-2003          | Clase 406                          |
| Más Sabe El Diablo                                                                     | Telemundo                                  | 2009-2010          | Demon și înger                     |
| ¿Dónde está Elisa?                                                                     | Telemundo                                  | 2010               | Căutând-o pe Elisa                 |
| Bella Calamidades                                                                      | - Caracol Televisión                       | 2010               | Suflet rătăcit                     |
| Teresa (Teresa)                                                                        | Televisa                                   | 2010-2011          | Teresa                             |
| Los Herederos del Monte                                                                | - Telemundo                                | 2011               | Moștenitorii                       |
| Querida Enemiga                                                                        | Televisa                                   | 2008               | Impostoarea                        |
| Kassandra                                                                              | RCTV                                       | 1992-1993          | Kassandra                          |
| Aurora                                                                                 | Telemundo                                  | 2010-2011          | Aurora                             |
| Corazón Salvaje                                                                        | Televisa                                   | 2009-2010          | Inimă sălbatică                    |
| Cielo rojo                                                                             | TV Azteca                                  | 2011               | Sub cerul în flăcări               |
| Triunfo del amor                                                                       | Televisa                                   | 2010-2011          | Triumful dragostei                 |
| Soy tu dueña                                                                           | Televisa                                   | 2010               | Stăpâna                            |
| Perro amor                                                                             | - Telemundo                                | 2010               | Jocul seducției                    |
| Mi corazón insiste... en Lola Volcán                                                   | Telemundo                                  | 2011               | Lola                               |
| Abrázame Muy Fuerte                                                                    | Televisa                                   | 2000-2001          | Îmbrățișări pătimașe               |
| Eva Luna                                                                               | - Venevisión e Univision                   | 2010-2011          | Eva Luna                           |
| El fantasma de Elena                                                                   | Telemundo                                  | 2010               | Iubire blestemată                  |
| Cuando me enamoro                                                                      | Televisa                                   | 2010-2011          | Secrete din trecut                 |
| La que no podía amar                                                                   | Televisa                                   | 2011-2012          | Suflet vândut                      |
| La Fuerza del Destino                                                                  | Televisa                                   | 2011               | Forța Destinului                   |
| Emperatriz                                                                             | TV Azteca                                  | 2011               | Emperatriz                         |
| Relaciones Peligrosas                                                                  | Telemundo                                  | 2012               | Legături riscante                  |
| Larin izbor                                                                            | Nova TV                                    | 2011               | Lara                               |
| Un Refugio para el Amor                                                                | Televisa                                   | 2012               | Refugiul                           |
| Dos hogares                                                                            | Televisa                                   | 2011               | Dragoste la indigo                 |
| Abismo de Pasion                                                                       | Televisa                                   | 2012               | Abisul Pasiunii                    |
| La Regina del Sud (La reina del sur)                                                   | - Antena 3, Telemundo e Caracol Televisión | 2011               | Regina Sudului                     |
| Cachito del Cielo                                                                      | Televisa                                   | 2012               | Un colț de Rai                     |
| Amor Bravío                                                                            | Televisa                                   | 2012               | Dragoste si lupta                  |
| Corazón Apasionado                                                                     | - Venevisión                               | 2011-2012          | Patimile Inimii                    |
| Rosa Diamante                                                                          | - Telemundo                                | 2012-2013          | Rosa Diamante                      |
| Porque el amor manda                                                                   | Televisa                                   | 2012-2013          | Iti ordon sa ma iubesti            |
| Yer Gök Așk                                                                            | Fox Türkiye                                | 2010               | Intrigi si Seductie                |
| Que Bonito Amor                                                                        | Televisa                                   | 2012-2013          | Que Bonito Amor                    |
| Nunca te olvidare                                                                      | Televisa                                   | 1999               | Dragostea invinge                  |
| Amores Verdaderos                                                                      | Televisa                                   | 2012-2013          | Iubiri Vinovate                    |
| Corazón indomable                                                                      | Televisa                                   | 2013               | Maricruz                           |
| La otra cara del alma                                                                  | TV Azteca                                  | 2012               | Suflet de Gheata                   |
| La patrona                                                                             | Telemundo                                  | 2013               | Diamantul Noptii                   |
| Gyeoul Yeonga                                                                          | Korean Broadcasting System                 | 2002               | Cantec de Iarna                    |
| La casa de al lado                                                                     | Telemundo                                  | 2011               | Casa de alaturi                    |
| Corona de lagrimas                                                                     | Televisa                                   | 2012-2013          | Cununa de lacrimi                  |
| La Tempestad                                                                           | Televisa                                   | 2013               | Furtuna din adancuri               |

## Telenovelas romene
| Anno | Telenovela         | Titolo in Italiano     | Protagonisti                           |
| ---- | ------------------ | ---------------------- | -------------------------------------- |
| 2004 | Numai Iubirea      | Solo Amore             | Corina Danila & Alexandru Papadopol    |
| 2005 | Lacrimi de iubire  | Lacrime d'amore        | Adela Popescu & Dan Bordeianu          |
| 2005 | Păcatele Evei      | I peccati di Eva       | Oana Zăvoranu & Alexandru Papadopol    |
| 2006 | Iubire ca în filme | Un amore come nei film | Adela Popescu & Dan Bordeianu          |
| 2006 | Daria, iubirea mea | Daria, amore mio       | Victoria Răileanu & Adrian Ștefan      |
| 2007 | Inimă de țigan     | Cuore di un zingaro    | Andreea Pătrașcu & Denis Stefan        |
| 2007 | Războiul sexelor   | Guerra dei sessi       | Diana Dumitrescu & Alexandru Papadopol |
| 2008 | Regina             | Regina                 | Diana Dumitrescu & Bogdan Albulescu    |
| 2008 | Îngerașii          | Piccoli angeli         | Adela Popescu & Ioan Isaiu             |
| 2008 | Doctori de mame    | Madri e Dottori        | Medeea Marinescu & Vlad Zamfiresu      |
| 2009 | Aniela             | Aniela                 | Adela Popescu & Mihai Petre            |
| 2010 | Iubire și Onoare   | In nome dell'onore     | Madalina Draghici & Radu Valcan        |
| 2013 | Îngeri pierduți    | Angeli Persi           | Diana Dumitrescu & Ioan Isaiu          |
| 2014 | O nouă viață       | Una Nuova Vita         | Cristina Ciobănașu & Vlad Gherman      |